# Popov Do (Czarnogóra)
Popov Do (cyr. Попов До) – wieś w Czarnogórze, w gminie Pljevlja. W 2011 roku liczyła 11 mieszkańców.